# Bossiaea aquifolium
Bossiaea aquifolium är en ärtväxtart som beskrevs av George Bentham. Bossiaea aquifolium ingår i släktet Bossiaea och familjen ärtväxter.

## Underarter
Arten delas in i följande underarter:
- B. a. aquifolium
- B. a. laidlawiana

## Bildgalleri

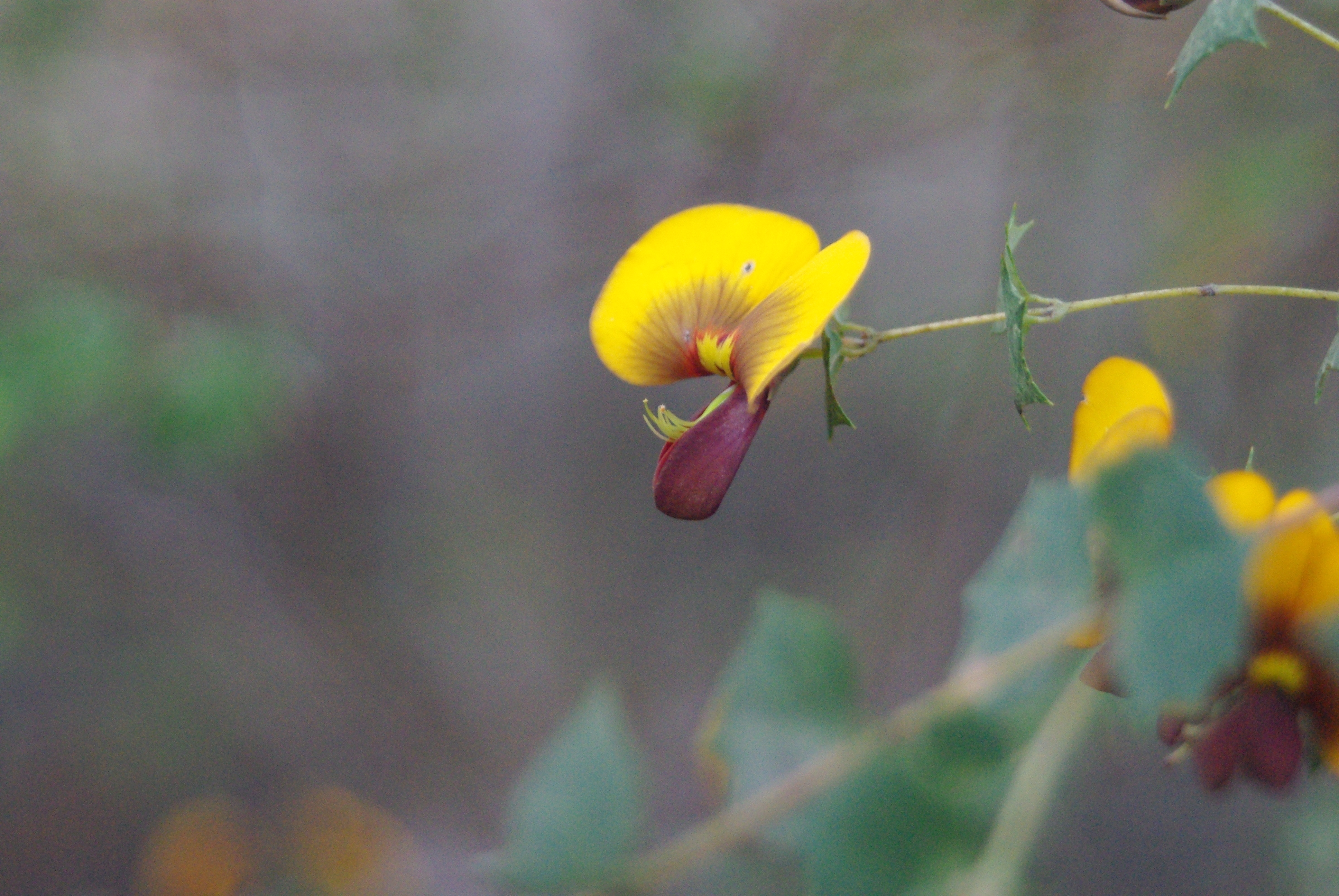